# Cristiano Doni
Cristiano Doni (Rome, 1 april 1973) is een Italiaans oud-voetballer (middenvelder) die voor Atalanta Bergamo speelde. Hij speelde zeven wedstrijden (waarin hij één keer scoorde) voor de Italiaanse nationale ploeg en hij zat in de selectie voor het WK 2002.